# ブッタークーヘン

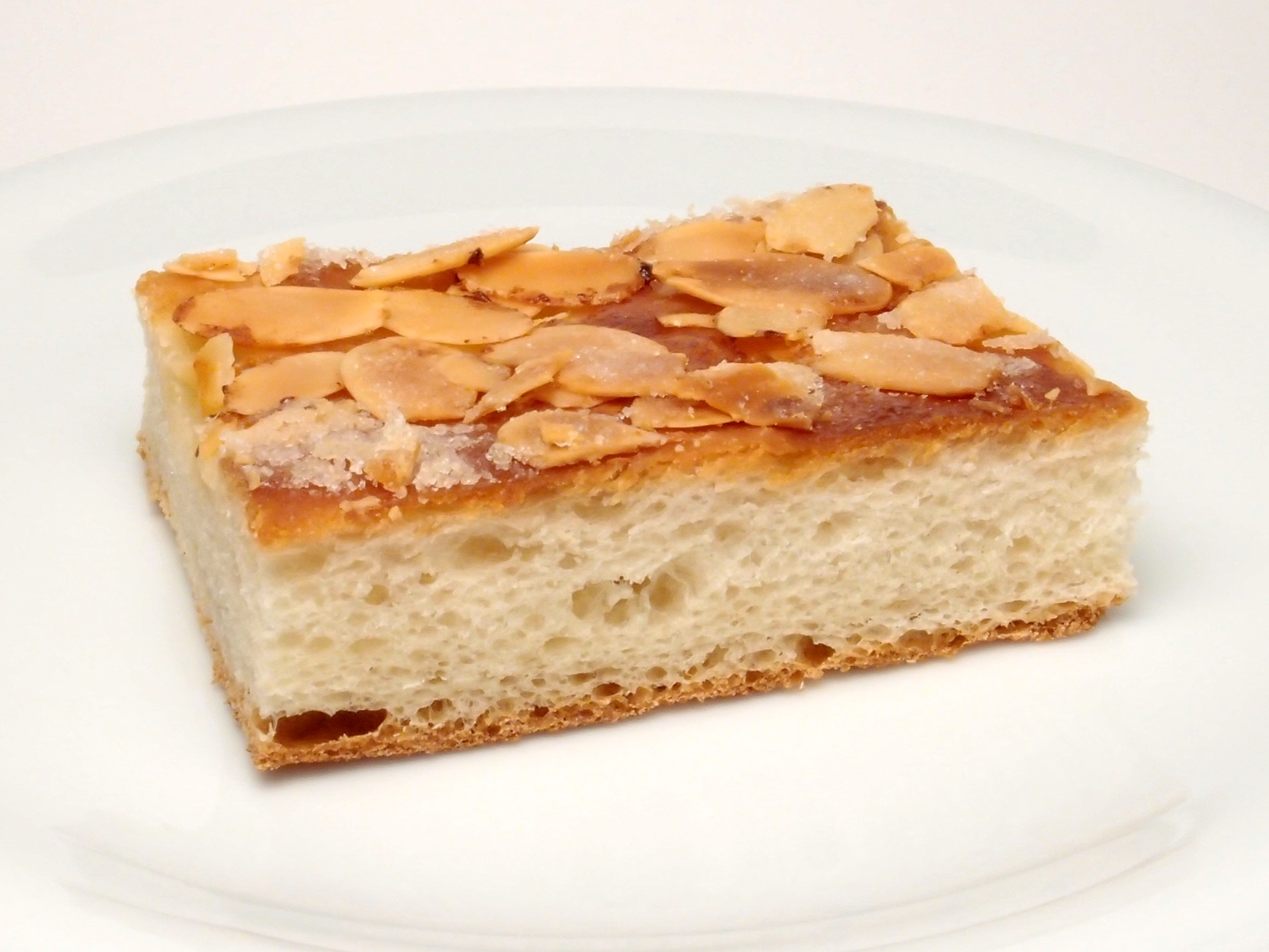
カットされたブッタークーヘン

ブッタークーヘン（ドイツ語: Butterkuchen）、ツッカークーヘン（ドイツ語: Zuckerkuchen）は、ドイツの伝統的な発酵菓子。日本では菓子パンとして紹介されることも多い。
「ブッター」は「バター」、「クーヘン」は「ケーキ」の意である。
ドイツでは、イースト生地をオーブンプレートに敷いて、クリームやフルーツをのせて焼く発酵菓子をブレッヒクーヘンと総称するが、ブッタークーヘンはブレッヒクーヘンの代表例でもある。ブレッヒクーヘンは乗せる食材によって名前が変わり、一例としてチーズクリームを乗せたらケーゼクーヘン（Käsekuchen）となる。ブッタークーヘンの場合はバター、砂糖、アーモンドスライスを乗せて焼き上げたブレッヒクーヘンである。
ドイツでは朝食や軽食としても食べられている。